# Список муніципалітетів Каталонії
Див. також статтю Кумарка.

Адміністративний поділ Каталонії на муніципалітети, кумарки, провінції та баґарії.

Мапа муніципалітетів Автономної області Каталонія (2003 р.).

Нижче подано повний список муніципалітетів Автономної області Каталонія, а також зауваження щодо транскрибування каталонських топонімів українською мовою.

## Повний список муніципалітетів Автономної області Каталонія

### Алт-Ампурда
- Абіньюнет-да-Пучбантос (кат. Avinyonet de Puigventós) — населення 1.361 особа;
- Агуляна (кат. Agullana) — населення 753 особи;
- Ал-Порт-да-ла-Селба (кат. Port de la Selva, el) — населення 947 осіб;
- Ал-Фа-д'Ампурда (кат. Far d'Empordà, el) — населення 510 осіб;
- Албанья (кат. Albanyà) — населення 137 осіб;
- Асполя (кат. Espolla) — населення 404 особи;
- Баскара (кат. Bàscara) — населення 915 осіб;
- Бантальо (кат. Ventalló) — населення 725 осіб;
- Білабартран (кат. Vilabertran) — населення 844 осіб;
- Біладамат (кат. Viladamat) — населення 440 осіб;
- Білажуіга (кат. Vilajuïga) — населення 1.117 осіб;
- Біламакулум (кат. Vilamacolum) — населення 293 особи;
- Біламаля (кат. Vilamalla) — населення 1.106 осіб;
- Біламаніскла (кат. Vilamaniscle) — населення 172 особи;
- Біланан (кат. Vilanant) — населення 328 осіб;
- Біла-сакра (кат. Vila-sacra) — населення 508 осіб;
- Білаур (кат. Vilaür) — населення 142 особи;
- Білафан (кат. Vilafant) — населення 5.193 особи;
- Біура (кат. Biure) — населення 245 осіб;
- Буаделя-і-лас-Аскаулас (кат. Boadella i les Escaules) — населення 228 осіб;
- Бурраса (кат. Borrassà) — населення 613 осіб;
- Ґаррігас (кат. Garrigàs) — населення 355 осіб;
- Ґаррігеля (кат. Garriguella) — населення 795 осіб;
- Дарніус (кат. Darnius) — населення 537 осіб;
- Кабанас (кат. Cabanes) — населення 916 осіб;
- Кабанеляс (кат. Cabanelles) — населення 242 особи;
- Кадакес (кат. Cadaqués) — населення 2.806 осіб;
- Кантальопс (кат. Cantallops) — населення 295 осіб;
- Капмань (кат. Capmany) — населення 518 осіб;
- Кастальо-д'Ампуріас (кат. Castelló d'Empúries) — населення 10.629 осіб;
- Кулера (кат. Colera) — населення 592 особи;
- Ла-Бажол (кат. Vajol, la) — населення 109 осіб;
- Ла-Жункера (кат. Jonquera, la) — населення 3.075 осіб;
- Ла-Селба-да-Мар (кат. Selva de Mar, la) — населення 216 осіб;
- л'Армантера (кат. Armentera, l') — населення 783 особи;
- л'Аскала (кат. Escala, l') — населення 9.330 осіб;
- Льєс (кат. Llers) — населення 1.144 осіб;
- Льядо (кат. Lladó) — населення 605 осіб;
- Лянса (кат. Llançà) — населення 4.862 особи;
- Мазарак (кат. Masarac) — населення 269 осіб;
- Масанет-да-Кабреньш (кат. Maçanet de Cabrenys) — населення 722 особи;
- Мульєт-да-Паралаза (кат. Mollet de Peralada) — населення 174 особи;
- Набата (кат. Navata) — населення 1.023 особи;
- Падрет-і-Марза (кат. Pedret i Marzà) — населення 172 особи;
- Палау-да-Санта-Аулаліа (кат. Palau de Santa Eulàlia) — населення 95 осіб;
- Палау-сабардера (кат. Palau-saverdera) — населення 1.300 осіб;
- Паралаза (кат. Peralada) — населення 1.693 особи;
- Пау (кат. Pau) — населення 568 осіб;
- Пон-да-Мулінс (кат. Pont de Molins) — населення 440 осіб;
- Порбоу (кат. Portbou) — населення 1.307 осіб;
- Пунтос (кат. Pontós) — населення 201 особа;
- Рабос (кат. Rabós) — населення 182 особи;
- Ріумос (кат. Riumors) — населення 189 осіб;
- Розас (кат. Roses) — населення 18.139 осіб;
- Сан-Клімен-Сассебас (кат. Sant Climent Sescebes) — населення 503 особи;
- Сан-Люренс-да-ла-Муга (кат. Sant Llorenç de la Muga) — населення 215 осіб;
- Сан-Мікел-да-Флубіа (кат. Sant Miquel de Fluvià) — населення 710 осіб;
- Сан-Морі (кат. Sant Mori) — населення 163 особи;
- Сан-Пера-Пасказо (кат. Sant Pere Pescador) — населення 1.878 осіб;
- Санта-Люгайа-д'Алґама (кат. Santa Llogaia d'Àlguema) — населення 310 осіб;
- Саус, Камальєрра і Лямпайас (кат. Saus, Camallera i Llampaies) — населення 760 осіб;
- Сістеля (кат. Cistella) — населення 242 особи;
- Сіурана (кат. Siurana) — населення 205 осіб;
- Таррадас (кат. Terrades) — населення 266 осіб;
- Турруеля-да-Флубіа (кат. Torroella de Fluvià) — населення 556 осіб;
- Урдіс (кат. Ordis) — населення 366 осіб;
- Фігерас (кат. Figueres) — населення 41.115 осіб;
- Фуртіа (кат. Fortià) — населення 605 осіб.

### Ал-Камп
- Айгуамурсіа (кат. Aiguamúrcia) - населення  648 осіб
- Ал-Міла (кат. El Milà) - населення  162 особи
- Ал-Пла-да-Санта-Марія (кат. El Pla de Santa Maria) - населення  1669 осіб
- Ал-Понт-д'Армантера (кат. El Pont d'Armentera) - населення  527 осіб
- Ал-Роурель (кат. El Rourell) - населення  256 осіб
- Аліо (кат. Alió) - населення  375 осіб
- Алкубе (кат. Alcover) - населення  3966 осіб
- Алс-Ґарідельш (кат. Els Garidells) - населення  175 осіб
- Бальмоль (кат. Vallmoll) - населення  1292 особи
- Бальш (кат. Valls) - населення  20,232 особи
- Білабеля (кат. Vilabella) - населення  787 осіб
- Біла-рудона (кат. Vila-rodona) - населення  1001 особа
- Брафім (кат. Bràfim) - населення  581 особа
- Кабра-дал-Камп (кат. Cabra del Camp) - населення  682 осіб
- Карол (кат. Querol) - населення  320 осіб
- Ла-Мазо (кат. La Masó) - населення  280 осіб
- Ла-Ріба (кат. La Riba) - населення  681 особа
- Мон-рал (кат. Mont-ral) - населення  154 особи
- Монферрі (кат. Montferri) - населення  159 осіб
- Нуляс (кат. Nulles) - населення  359 осіб
- Пучпалат (кат. Puigpelat) - населення  634 особи
- Рудунья (кат. Rodonyà) - населення  443 особи
- Фігарола-дал-Камп (кат. Figuerola del Camp) - населення  287 осіб

### Ал-Панадес
- Абіньюнет-дал-Панадес (кат. Avinyonet del Penedès) - населення 1.588 осіб;
- Ал-Пла-дал-Панадес (кат. Pla del Penedès, el) - населення 891 особа;
- Білафранка-дал-Панадес (кат. Vilafranca del Penedès) - населення 36.656 осіб;
- Білубі-дал-Панадес (кат. Vilobí del Penedès) - населення 1.071 особа;
- Жаліза (кат. Gelida) - населення 6.151 особа;
- Кастальєт-і-ла-Ґурнал (кат. Castellet i la Gornal) - населення 2.044 особи;
- Кастельбі-да-ла-Марка (кат. Castellví de la Marca) - населення 1.596 осіб;
- Ла-Ґраназа (кат. Granada, la) - населення 1.866 осіб;
- Лас-Кабаньяс (кат. Cabanyes, les) - населення 842 особи;
- Мадіона (кат. Mediona) - населення 2.251 особа;
- Пакс-дал-Панадес (кат. Pacs del Penedès) - населення 831 особа;
- Пунтонс (кат. Pontons) - населення 556 осіб;
- Пучдалба (кат. Puigdàlber) - населення 449 осіб;
- Сан-Кінті-да-Мадіона (кат. Sant Quintí de Mediona) - населення 2.131 особа;
- Сан-Кугат-Сасґаррігас (кат. Sant Cugat Sesgarrigues) - населення 927 осіб;
- Сан-Льюренс-д'Уртонс (кат. Sant Llorenç d'Hortons) - населення 2.219 осіб;
- Сан-Марті-Саррока (кат. Sant Martí Sarroca) - населення 2.997 осіб;
- Сан-Пера-да-Ріудабіляс (кат. Sant Pere de Riudebitlles) - населення 2.319 осіб;
- Сан-Садурні-д'Анойа (кат. Sant Sadurní d'Anoia) - населення 11.790 осіб;
- Санта-Марґаріза-і-алс-Монжус (кат. Santa Margarida i els Monjos) - населення 6.459 осіб;
- Санта-Фе-дал-Панадес (кат. Santa Fe del Penedès) - населення 366 осіб;
- Субіратс (кат. Subirats) - населення 3.008 осіб;
- Турралабіт (кат. Torrelavit) - населення 1.275 осіб;
- Турреляс-да-Фош (кат. Torrelles de Foix) - населення 2.307 осіб;
- Улеза-да-Бунасбальш (кат. Olesa de Bonesvalls) - населення 1.556 осіб;
- Улердула (кат. Olèrdola) - населення 3.280 осіб;
- Фон-рубі (кат. Font-rubí) - населення 1.430 осіб.

### Алт-Уржель
- Алас-і-Серк (кат. Alàs i Cerc) - населення 396 осіб;
- Ал-Пон-да-Бар (кат. Pont de Bar, el) - населення 191 особа;
- Арсегал (кат. Arsèguel) - населення 97 осіб;
- Астамаріу (кат. Estamariu) - населення 122 особи;
- Баселя (кат. Bassella) - населення 255 осіб;
- Жоза-і-Тушєн (кат. Josa i Tuixén) - населення 172 особи;
- Каба (кат. Cava) - населення 55 осіб;
- Кабо (кат. Cabó) - населення 104 особи;
- Коль-да-Нарґо (кат. Coll de Nargó) - населення 626 осіб;
- Ла-Банса-і-Форнулс (кат. Vansa i Fórnols, la) - населення 195 осіб;
- Ла-Сеу-д'Уржель (кат. Seu d'Urgell, la) - населення 12.703 особи;
- Лас-Бальш-да-Баліра (кат. Valls de Valira, les) - населення 875 осіб;
- Лас-Бальш-д'Агіла (кат. Valls d'Aguilar, les) - населення 314 осіб;
- Монфарре-і-Кастальбо (кат. Montferrer i Castellbò) - населення 983 особи;
- Парамола (кат. Peramola) - населення 370 осіб;
- Рібера-д'Уржальєт (кат. Ribera d'Urgellet) - населення 946 осіб;
- Уліана (кат. Oliana) - населення 1.938 осіб;
- Урґанья (кат. Organyà) - населення 959 осіб;
- Фігулс-і-Алінья (кат. Fígols i Alinyà) - населення 265 осіб.

### Алта-Рібагорса
- Ал-Понт-да-Суер (кат. El Pont de Suert) — населення 2.725 осіб;
- Білальє (кат. Vilaller) — населення 644 особи;
- Ла-Баль-да-Буї (кат. La Vall de Boí) — населення 1.062 особи.

### Анойя
- Ал-Брук (кат. Bruc, el) - населення 1.743 особи;
- Алс-Пратс-да-Рей (кат. Prats de Rei, els) - населення 537 осіб;
- Алс-Усталетс-да-Піарола (кат. Hostalets de Pierola, els) - населення 2.219 осіб;
- Аржансола (кат. Argençola) - населення 229 осіб;
- Бальбона-д'Анойя (кат. Vallbona d'Anoia) - населення 1.337 осіб;
- Бальпрат (кат. Bellprat) - населення 93 особи;
- Басіана (кат. Veciana) - населення 171 особа;
- Біланоба-дал-Камі (кат. Vilanova del Camí) - населення 12.208 осіб;
- Жорба (кат. Jorba) - населення 742 особи;
- Ігуалаза (кат. Igualada) - населення 36.923 особи;
- Кабрера-д'Анойя (кат. Cabrera d'Anoia) - населення 1.192 особи;
- Калаф (кат. Calaf) - населення 3.435 осіб;
- Калонжа-да-Сагарра (кат. Calonge de Segarra) - населення 205 осіб;
- Капелязас (кат. Capellades) - населення 5.386 осіб;
- Карма (кат. Carme) - населення 811 осіб;
- Кастельулі (кат. Castellolí) - населення 468 осіб;
- Кастельфуліт-да-Ріубрагос (кат. Castellfollit de Riubregós) - населення 194 особи;
- Купонс (кат. Copons) - населення 307 осіб;
- Ла-Лякуна (кат. Llacuna, la) - населення 878 осіб;
- Ла-Побла-да-Кларамун (кат. Pobla de Claramunt, la) - населення 2.193 особи;
- Ла-Торра-да-Кларамун (кат. Torre de Claramunt, la) - населення 3.466 осіб;
- Маскефа (кат. Masquefa) - населення 7.747 осіб;
- Монманеу (кат. Montmaneu) - населення 199 осіб;
- Одана (кат. Òdena) - населення 3.161 особа;
- Пієра (кат. Piera) - населення 13.652 особи;
- Пужал (кат. Pujalt) - населення 196 осіб;
- Рубіо (кат. Rubió) - населення 161 особа;
- Сан-Марті-да-Тоус (кат. Sant Martí de Tous) - населення 1.104 особи;
- Сан-Марті-Сасґайолас (кат. Sant Martí Sesgueioles) - населення 385 осіб;
- Сан-Пера-Салябінера (кат. Sant Pere Sallavinera) - населення 177 осіб;
- Санта-Марґаріза-да-Монбуй (кат. Santa Margarida de Montbui) - населення 9.825 осіб;
- Санта-Марія-да-Міраляс (кат. Santa Maria de Miralles) - населення 128 осіб;
- Урпі (кат. Orpí) - населення 183 особи.

### Бажас
- Абіньо (кат. Avinyó) - населення 2.067 осіб;
- Агіла-да-Сагарра (кат. Aguilar de Segarra) - населення 235 осіб;
- Ал-Понт-да-Білумара-і-Рукафор (кат. Pont de Vilomara i Rocafort, el) - населення 3.154 особи;
- Артес (кат. Artés) - населення 4.949 осіб;
- Балсарень (кат. Balsareny) - населення 3.277 осіб;
- Ґайя (кат. Gaià) - населення 157 осіб;
- Калдес (кат. Calders) - населення 810 осіб;
- Калюс (кат. Callús) - населення 1.477 осіб;
- Кардона (кат. Cardona) - населення 5.232 особи;
- Кастельбель-і-ал-Біла (кат. Castellbell i el Vilar) - населення 3.307 осіб;
- Кастельґалі (кат. Castellgalí) - населення 1.282 особи;
- Кастельноу-да-Бажас (кат. Castellnou de Bages) - населення 791 особа;
- Кастельфуліт-дал-Бош (кат. Castellfollit del Boix) - населення 403 особи;
- л'Астань (кат. Estany, l') - населення 393 особи;
- Манреза (кат. Manresa) - населення 73.140 осіб;
- Марґанель (кат. Marganell) - населення 275 осіб;
- Муйя (кат. Moià) - населення 5.142 особи;
- Муністрол-да-Калдес (кат. Monistrol de Calders) - населення 665 осіб;
- Муністрол-да-Монсаррат (кат. Monistrol de Montserrat) - населення 2.723 особи;
- Мура (кат. Mura) - населення 220 осіб;
- Набарклас (кат. Navarcles) - населення 5.638 осіб;
- Набас (кат. Navàs) - населення 5.731 особа;
- Ражадель (кат. Rajadell) - населення 451 особа;
- Сальєн (кат. Sallent) - населення 7.088 осіб;
- Сан-Бісенс-да-Кастальєт (кат. Sant Vicenç de Castellet) - населення 7.737 осіб;
- Сан-Жуан-да-Білатурраза (кат. Sant Joan de Vilatorrada) - населення 10.064 особи;
- Сан-Матеу-да-Бажас (кат. Sant Mateu de Bages) - населення 665 осіб;
- Санпазо (кат. Santpedor) - населення 6.037 осіб;
- Сан-Салбазо-да-Ґуардіола (кат. Sant Salvador de Guardiola) - населення 2.753 особи;
- Санта-Марія-д'Уло (кат. Santa Maria d'Oló) - населення 1.044 особи;
- Сан-Фаліу-Сасерра (кат. Sant Feliu Sasserra) - населення 638 осіб;
- Сан-Фруітос-да-Бажас (кат. Sant Fruitós de Bages) - населення 6.839 осіб;
- Суріа (кат. Súria) - населення 6.202 особи;
- Таламанка (кат. Talamanca) - населення 117 осіб;
- Фунульоза (кат. Fonollosa) - населення 1.208 осіб.

### Баль-д'Аран
- Аррес (окс. Arres) - населення 65 осіб;
- Баузен (окс. Bausen) - населення 61 особа;
- Бусос (окс. Bossòst) - населення 1.115 осіб;
- Біламос (окс. Vilamòs) - населення 184 особи;
- Б'єльо-е-Міжаран (окс. Vielha e Mijaran) - населення 5.385 осіб;
- Ес-Бордес (окс. Bòrdes, es) - населення 241 особа;
- Канежан (окс. Canejan) - населення 104 особи;
- Лес (окс. Les) - населення 944 особи;
- Нау-Аран (окс. Naut Aran) - населення 1.716 осіб.

### Бальєс-Уксідантал
- Бадіа-дал-Бальєс (кат. Badia del Vallès) - населення 14.230 осіб;
- Бакарісас (кат. Vacarisses) - населення 4.592 особи;
- Барбара-дал-Бальєс (кат. Barberà del Vallès) - населення 27.827 осіб;
- Біладакабальш (кат. Viladecavalls) - населення 6.890 осіб;
- Ґаліфа (кат. Gallifa) - населення 210 осіб;
- Касталя-дал-Бальєс (кат. Castellar del Vallès) - населення 20.437 осіб;
- Кастельбісбал (кат. Castellbisbal) - населення 10.842 особи;
- Матазапера (кат. Matadepera) - населення 7.966 осіб;
- Монказа-і-Рашяк (кат. Montcada i Reixac) - населення 31.725 осіб;
- Палау-суліта-і-Плагаманс (кат. Palau-solità i Plegamans) - населення 12.836 осіб;
- Пулінья (кат. Polinyà) - населення 6.428 осіб;
- Ралінас (кат. Rellinars) - населення 605 осіб;
- Ріпульєт (кат. Ripollet) - населення 34.735 осіб;
- Рубі (кат. Rubí) - населення 68.102 особи;
- Сабадель (кат. Sabadell) - населення 196.971 особа;
- Сан-Кірза-дал-Бальєс (кат. Sant Quirze del Vallès) - населення 16.581 особа;
- Сан-Кугат-дал-Бальєс (кат. Sant Cugat del Vallès) - населення 70.514 осіб;
- Сан-Люренс-Сабаль (кат. Sant Llorenç Savall) - населення 2.229 осіб;
- Санманат (кат. Sentmenat) - населення 6.988 осіб;
- Санта-Парпетуа-да-Мугоза (кат. Santa Perpètua de Mogoda) - населення 21.409 осіб;
- Сарданьола-дал-Бальєс (кат. Cerdanyola del Vallès) - населення 57.114 осіб;
- Тарраса (кат. Terrassa) - населення 194.947 осіб;
- Улястрель (кат. Ullastrell) - населення 1.450 осіб.

### Бальєс-Уріантал
- Айгуафреза (кат. Aiguafreda) - населення 2.308 осіб;
- Бальґурґіна (кат. Vallgorguina) - населення 1.881 особа;
- Бальруманас (кат. Vallromanes) - населення 1.911 осіб;
- Бігас-і-Ріельш (кат. Bigues i Riells) - населення 7.155 осіб;
- Білалба-Сасерра (кат. Vilalba Sasserra) - населення 564 особи;
- Біланоба-дал-Бальєс (кат. Vilanova del Vallès) - населення 3.282 особи;
- Ґранера (кат. Granera) - населення 79 осіб;
- Ґранульєс (кат. Granollers) - населення 57.796 осіб;
- Ґуалба (кат. Gualba) - населення 988 осіб;
- Калдас-да-Монбуї (кат. Caldes de Montbui) - населення 15.536 осіб;
- Кампінс (кат. Campins) - населення 354 особи;
- Канубас-і-Самалус (кат. Cànoves i Samalús) - населення 2.375 осіб;
- Канубеляс (кат. Canovelles) - населення 14.668 осіб;
- Кардазеу (кат. Cardedeu) - населення 15.018 осіб;
- Каслельсі (кат. Castellcir) - населення 528 осіб;
- Кастельтарсол (кат. Castellterçol) - населення 2.195 осіб;
- Ла-Ґарріга (кат. la Garriga) - населення 13.472 особи;
- Ла-Лягоста (кат. Llagosta, la) - населення 13.455 осіб;
- Ла-Рока-дал-Бальєс (кат. Roca del Vallès, la) - населення 8.946 осіб;
- л'Амеля-дал-Бальєс (кат. Ametlla del Vallès, l') - населення 7.319 осіб;
- Лас-Франкезас-дал-Бальєс (кат. Franqueses del Vallès, les) - населення 15.196 осіб;
- Лінас-дал-Бальєс (кат. Llinars del Vallès) - населення 8.166 осіб;
- Ліса-да-Баль (кат. Lliçà de Vall) - населення 5.821 особа;
- Ліса-д'Амун (кат. Lliçà d'Amunt) - населення 12.439 осіб;
- Мартуреляс (кат. Martorelles) - населення 4.903 особи;
- Монмало (кат. Montmeló) - населення 8.804 особи;
- Мунсень (кат. Montseny) - населення 306 осіб;
- Мунтурнес-дал-Бальєс (кат. Montornès del Vallès) - населення 14.190 осіб;
- Мульєт-дал-Бальєс (кат. Mollet del Vallès) - населення 51.218 осіб;
- Паретс-дал-Бальєс (кат. Parets del Vallès) - населення 16.202 особи;
- Сан-Кірза-Сафажа (кат. Sant Quirze Safaja) - населення 543 особи;
- Сан-Пера-да-Біламажо (кат. Sant Pere de Vilamajor) - населення 3.444 особи;
- Сан-Салоні (кат. Sant Celoni) - населення 15.081 особа;
- Сан-Фаліу-да-Кузінас (кат. Sant Feliu de Codines) - населення 5.282 особи;
- Сан-Фос-да-Камсантеляс (кат. Sant Fost de Campsentelles) - населення 7.265 осіб;
- Сант-Антоні-да-Біламажо (кат. Sant Antoni de Vilamajor) - населення 4.627 осіб;
- Сант-Астеба-да-Палаутурдера (кат. Sant Esteve de Palautordera) - населення 1.961 особа;
- Санта-Аулалія-да-Рунсана (кат. Santa Eulàlia de Ronçana) - населення 5.814 осіб;
- Санта-Марія-да-Мартуреляс (кат. Santa Maria de Martorelles) - населення 763 особи;
- Санта-Марія-да-Палаутурдера (кат. Santa Maria de Palautordera) - населення 7.762 особи;
- Тагаманен (кат. Tagamanent) - населення 265 осіб;
- Фігаро-Монмань (кат. Figaró-Montmany) - населення 1.020 осіб;
- Фугас-да-Монклус (кат. Fogars de Montclús) - населення 417 осіб.

### Барґаза
- Абія (кат. Avià) - населення 2.108 осіб;
- Бага (кат. Bagà) - населення 2.248 осіб;
- Бальсебра (кат. Vallcebre) - населення 269 осіб;
- Берґа (кат. Berga) - населення 16.596 осіб;
- Бібе-і-Сарратеш (кат. Viver i Serrateix) - населення 192 особи;
- Білаза (кат. Vilada) - населення 519 осіб;
- Бурраза (кат. Borredà) - населення 571 особа;
- Ґозул (кат. Gósol) - населення 223 особи;
- Ґуардіола-да-Барґаза (кат. Guardiola de Berguedà) - населення 948 осіб;
- Жирунеля (кат. Gironella) - населення 4.844 особи;
- Жискларень (кат. Gisclareny) - населення 34 особи;
- Капулат (кат. Capolat) - населення 81 особа;
- Касеррас (кат. Casserres) - населення 1.599 осіб;
- Касталя-дал-Ріу (кат. Castellar del Riu) - населення 143 особи;
- Касталя-да-н'Уг (кат. Castellar de n'Hug) - населення 221 особа;
- Кастель-да-л'Арень (кат. Castell de l'Areny) - населення 76 осіб;
- Ла-Кор (кат. Quar, la) - населення 61 особа;
- Ла-Ноу-да-Барґаза (кат. Nou de Berguedà, la) - населення 149 осіб;
- Ла-Побла-да-Лільєт (кат. Pobla de Lillet, la) - населення 1.322 особи;
- л'Аспуньйола (кат. Espunyola, l') - населення 260 осіб;
- Монкла (кат. Montclar) - населення 119 осіб;
- Муммажо (кат. Montmajor) - населення 478 осіб;
- Пуч-реч (кат. Puig-reig) - населення 4.238 осіб;
- Сагас (кат. Sagàs) - населення 135 осіб;
- Салдас (кат. Saldes) - населення 336 осіб;
- Сан-Жаума-да-Фрунтанья (кат. Sant Jaume de Frontanyà) - населення 30 осіб;
- Санта-Марія-да-Марлес (кат. Santa Maria de Merlès) - населення 151 особа;
- Сан-Жулія-да-Сарданьола (кат. Sant Julià de Cerdanyola) - населення 255 осіб;
- Серкс (кат. Cercs) - населення 1.331 особа;
- Улбан (кат. Olvan) - населення 893 особи;
- Фігулс (кат. Fígols) - населення 49 осіб.

### Барсалунес
- Бадалона (кат. Badalona) - населення 216.201 особа;
- Барселона (кат. Barcelona) - населення 1.595.110 осіб;
- л'Успіталет-да-Любрагат (кат. l'Hospitalet de Llobregat) - населення 251.848 осіб;
- Сант-Адріа-да-Базос (кат. Sant Adrià de Besòs) - населення 32.940 осіб;
- Санта-Кулома-да-Ґраманет (кат. Santa Coloma de Gramenet) - населення 118.129 осіб.

### Баш-Ампурда
- Албонс (кат. Albons) - населення 625 осіб;
- Багу (кат. Begur) - населення 4.086 осіб;
- Баль-любрега (кат. Vall-llobrega) - населення 778 осіб;
- Белькайра-д'Ампурда (кат. Bellcaire d'Empordà) - населення 651 особа;
- Бержас (кат. Verges) - населення 1.175 осіб;
- Білупріу (кат. Vilopriu) - населення 187 осіб;
- Ґарріголас (кат. Garrigoles) - населення 166 осіб;
- Ґуалта (кат. Gualta) - населення 349 осіб;
- Жафра (кат. Jafre) - населення 403 особи;
- Калонжа (кат. Calonge) - населення 10.009 осіб;
- Кастель-Платжа-д'Ару (кат. Castell-Platja d'Aro) - населення 9.766 осіб;
- Круїляс, Мунельш і Сан-Садурні-да-л'Еура (кат. Cruïlles, Monells i Sant Sadurní de l'Heura) - населення 1.291 особа;
- Кулумес (кат. Colomers) - населення 203 особи;
- Курса (кат. Corçà) - населення 1.255 осіб;
- Ла-Бісбал-д'Ампурда (кат. Bisbal d'Empordà, la) - населення 9.593 особи;
- Ла-Пера (кат. Pera, la) - населення 426 осіб;
- Мон-рас (кат. Mont-ras) - населення 1.859 осіб;
- Паламос (кат. Palamós) - населення 17.400 осіб;
- Палау-сато (кат. Palau-sator) - населення 289 осіб;
- Палафружель (кат. Palafrugell) - населення 21.412 осіб;
- Палс (кат. Pals) - населення 2.540 осіб;
- Парлаба (кат. Parlavà) - населення 380 осіб;
- Ражанкос (кат. Regencós) - населення 326 осіб;
- Рупіа (кат. Rupià) - населення 223 особи;
- Санта-Крістіна-д'Ару (кат. Santa Cristina d'Aro) - населення 4.547 осіб;
- Сан-Фаліу-да-Ґішулс (кат. Sant Feliu de Guíxols) - населення 21.155 осіб;
- Серра-да-Даро (кат. Serra de Daró) - населення 190 осіб;
- Таляза-д'Ампурда (кат. Tallada d'Empordà) - населення 395 осіб;
- Туррен (кат. Torrent) - населення 191 особа;
- Турруеля-да-Монґрі (кат. Torroella de Montgrí) - населення 10.924 особи;
- Ултрамор (кат. Ultramort) - населення 196 осіб;
- Уля (кат. Ullà) - населення 1.019 осіб;
- Улястрет (кат. Ullastret) - населення 218 осіб;
- Фунтаніляс (кат. Fontanilles) - населення 163 особи;
- Фураляк (кат. Forallac) - населення 1.736 осіб;
- Фушя (кат. Foixà) - населення 324 особи.

### Баш-Ебра
- л'Алдеа (кат. Aldea, l') - населення 3.927 осіб;
- Алдубе (кат. Aldover) - населення 946 осіб;
- Алфара-да-Карлас (кат. Alfara de Carles) - населення 389 осіб;
- л'Амеля-да-Мар (кат. Ametlla de Mar, l') - населення 7.071 особа;
- л'Амполя (кат. Ampolla, l') - населення 2.662 особи;
- Баніфальєт (кат. Benifallet) - населення 808 осіб;
- Камарлас (кат. Camarles) - населення 3.479 осіб;
- Далтебра (кат. Deltebre) - населення 11.063 особи;
- Паулс (кат. Paüls) - населення 607 осіб;
- Ал-Паральо (кат. Perelló, el) - населення 2.895 осіб;
- Рукетас (кат. Roquetes) - населення 7.689 осіб;
- Тібеньш (кат. Tivenys) - населення 926 осіб;
- Туртоза (кат. Tortosa) - населення 34.832 особи;
- Шерта (кат. Xerta) - населення 1.296 осіб.

### Баш-Камп
- Алмусте (кат. Almoster) — населення 1.286 осіб;
- Алфоржа (кат. Alforja) — населення 1.730 осіб;
- Арбулі (кат. Arbolí) — населення 113 осіб;
- Бандальос-і-л'Успіталет-да-л'Інфан (кат. Vandellòs i l'Hospitalet de l'Infant) — населення 5.420 осіб;
- Біланоба-д'Аскурналбоу (кат. Vilanova d'Escornalbou) — населення 502 особи;
- Білаплана (кат. Vilaplana) — населення 613 осіб;
- Біньолс-і-алс-Аркс (кат. Vinyols i els Arcs) — населення 1.594 особи;
- Бутарель (кат. Botarell) — населення 998 осіб;
- Дуасайгуас (кат. Duesaigües) — населення 234 особи;
- Камбрілс (кат. Cambrils) — населення 29.112 осіб;
- Капафонс (кат. Capafonts) — населення 122 особи;
- Кастельбель-дал-Камп (кат. Castellvell del Camp) — населення 2.474 особи;
- Кольдажоу (кат. Colldejou) — населення 187 осіб;
- Ла-Селба-дал-Камп (кат. Selva del Camp, la) — населення 5.097 осіб;
- Ла-Фабро (кат. Febró, la) — населення 56 осіб;
- л'Алашя (кат. Aleixar, l') — населення 862 особи;
- л'Албіол (кат. Albiol, l') — населення 377 осіб;
- л'Аржантера (кат. Argentera, l') — населення 143 особи;
- Лас-Боржас-дал-Камп (кат. Borges del Camp, les) — населення 1.965 осіб;
- Маспужолс (кат. Maspujols) — населення 542 особи;
- Монбріо-дал-Камп (кат. Montbrió del Camp) — населення 1.917 осіб;
- Мон-роч-дал-Камп (кат. Mont-roig del Camp) — населення 10.292 особи;
- Празас (кат. Prades) — населення 649 осіб;
- Пратдіп (кат. Pratdip) — населення 760 осіб;
- Реус (кат. Reus) — населення 104.835 осіб;
- Ріудаканьяс (кат. Riudecanyes) — населення 973 особи;
- Ріудаколс (кат. Riudecols) — населення 1.194 особи;
- Ріудомс (кат. Riudoms) — населення 6.149 осіб.

### Баш-Любрагат
- Ал-Папіол (кат. El Papiol) - населення 3 628 осіб;
- Ал-Прат-да-Любрагат (кат. El Prat de Llobregat) - населення 63 190 осіб;
- Абрера (кат. Abrera) - населення 9 422 особи;
- Аспаррагера (кат. Esparreguera) - населення 20 163 особи;
- Асплугас-да-Любрагат (кат. Esplugues de Llobregat) - населення 46 296 осіб;
- Балірана (кат. Vallirana) - населення 11 678 осіб;
- Бегас (кат. Begues) - населення 5 284 особи;
- Біладаканс (кат. Viladecans) - населення 60 033 особи;
- Ґаба (кат. Gavà) - населення 43 242 особи;
- Кастельбі-да-Рузанас (кат. Castellví de Rosanes) - населення 1 297 осіб;
- Кастельдафелс (кат. Castelldefels) - населення 56 815 осіб;
- Кольбато (кат. Collbató) - населення 3 024 особи;
- Курбера-да-Любрагат (кат. Corbera de Llobregat) - населення 11 278 осіб;
- Курналя-да-Любрагат (кат. Cornellà de Llobregat) - населення 84 131 особа;
- Ла-Палма-да-Сарбальо (кат. La Palma de Cervelló) - населення 2 881 особа;
- Мартурель (кат. Martorell) - населення 25 010 осіб;
- Мулінс-да-Рей (кат. Molins de Rei) - населення 22 496 осіб;
- Паляжа (кат. Pallejà) - населення 9 746 осіб;
- Сан-Бісенс-далс-Орс (кат. Sant Vicenç dels Horts) - населення 26 477 осіб;
- Сан-Бой-да-Любрагат (кат. Sant Boi de Llobregat) - населення 81 293 особи;
- Сан-Жуан-Даспі (кат. Sant Joan Despí) - населення 31 438 осіб;
- Сан-Жюс-Дасберн (кат. Sant Just Desvern) - населення 14 910 осіб;
- Сан-Клімен-да-Любрагат (кат. Sant Climent de Llobregat) - населення 3 366 осіб;
- Санта-Кулома-да-Сарбальо (кат. Santa Coloma de Cervelló) - населення 7 081 особа;
- Сант-Андреу-да-ла-Барка (кат. Sant Andreu de la Barca) - населення 23 675 осіб;
- Сант-Астеба-Сасрубірас (кат. Sant Esteve Sesrovires) - населення 5 978 осіб;
- Сан-Фаліу-да-Любрагат (кат. Sant Feliu de Llobregat) - населення 41 954 особи;
- Сарбальо (кат. Cervelló) - населення 6 980 осіб;
- Турреляс-да-Любрагат (кат. Torrelles de Llobregat) - населення 4 324 особи;
- Улеза-да-Монсаррат (кат. Olesa de Montserrat) - населення 20 294 особи.

### Баш-Панадес
- Ал-Бандрель (кат. Vendrell, el) - населення 33.340 осіб;
- Албіньяна (кат. Albinyana) - населення 2.200 осіб;
- Ал-Монмель (кат. Montmell, el) - населення 1.341 особа;
- Бальбей (кат. Bellvei) - населення 1.840 осіб;
- Баньєрас-дал-Панадес (кат. Banyeres del Penedès) - населення 2.696 осіб;
- Бунастра (кат. Bonastre) - населення 584 особи;
- Калафель (кат. Calafell) - населення 21.871 особа;
- Куніт (кат. Cunit) - населення 11.102 особи;
- Ла-Бісбал-дал-Панадес (кат. Bisbal del Penedès, la) - населення 3.142 особи;
- л'Арбос (кат. Arboç, l') - населення 5.063 особи;
- Льюренс-дал-Панадес (кат. Llorenç del Penedès) - населення 2.085 осіб;
- Маслюренс (кат. Masllorenç) - населення 503 особи;
- Сан-Жаума-далс-Думеньш (кат. Sant Jaume dels Domenys) - населення 2.136 осіб;
- Санта-Уліба (кат. Santa Oliva) - населення 2.988 осіб.

### Башя-Сарданья
- Алп (кат. Alp) - населення 1.576 осіб;
- Бальбе-да-Сарданья (кат. Bellver de Cerdanya) - населення 2.014 осіб;
- Булбі (кат. Bolvir) - населення 329 осіб;
- Ґілс-да-Сарданья (кат. Guils de Cerdanya) - населення 452 особи;
- Дас (кат. Das) - населення 193 особи;
- Же (кат. Ger) - населення 444 особи;
- Ізобул (кат. Isòvol) - населення 278 осіб;
- Льєс-да-Сарданья (кат. Lles de Cerdanya) - населення 220 осіб;
- Лібіа (кат. Llívia) - населення 1.388 осіб;
- Маранжас (кат. Meranges) - населення 87 осіб;
- Монталя-і-Мартінет (кат. Montellà i Martinet) - населення 597 осіб;
- Пратс-і-Сансо (кат. Prats i Sansor) - населення 213 осіб;
- Прулянс (кат. Prullans) - населення 246 осіб;
- Пучсарда (кат. Puigcerdà) - населення 8.949 осіб;
- Ріу-да-Сарданья (кат. Riu de Cerdanya) - населення 112 осіб;
- Урус (кат. Urús) - населення 200 осіб;
- Фунтаналс-да-Сарданья (кат. Fontanals de Cerdanya) - населення 446 осіб.

### Ґарраф
- Біланоба-і-ла-Жалтру (кат. Vilanova i la Geltrú) - населення 63.196 осіб;
- Каньєляс (кат. Canyelles) - населення 3.783 особи;
- Кубеляс (кат. Cubelles) - населення 12.773 особи;
- Сан-Пера-да-Рібас (кат. Sant Pere de Ribes) - населення 27.509 осіб;
- Сіджас (кат. Sitges) - населення 26.225 осіб;
- Улібеля (кат. Olivella) - населення 2.842 особи.

### Ґаррігас
- Ал-Білузель (кат. Vilosell, el) - населення 205 осіб;
- Ал-Кугул (кат. Cogul, el) - населення 214 осіб;
- Алс-Тормс (кат. Torms, els) - населення 182 особи;
- Ал-Суларас (кат. Soleràs, el) - населення 407 осіб;
- Алс-Умальонс (кат. Omellons, els) - населення 246 осіб;
- Арбека (кат. Arbeca) - населення 2.431 особа;
- Балягуарда (кат. Bellaguarda) - населення 353 особи;
- Бінашя (кат. Vinaixa) - населення 591 особа;
- Бубера (кат. Bovera) - населення 364 особи;
- Ґраньєна-да-лас-Ґаррігас (кат. Granyena de les Garrigues) - населення 163 особи;
- Жунеза (кат. Juneda) - населення 3.222 особи;
- Жункоза (кат. Juncosa) - населення 520 осіб;
- Кастельданс (кат. Castelldans) - населення 1.002 особи;
- Ла-Ґранаделя (кат. Granadella, la) - населення 748 осіб;
- л'Албажес (кат. Albagés, l') - населення 490 осіб;
- л'Албі (кат. Albi, l') - населення 839 осіб;
- Ла-Побла-да-Сербулас (кат. Pobla de Cérvoles, la) - населення 251 особа;
- Лас-Боржас-Бланкас (кат. Borges Blanques, les) - населення 5.734 особи;
- л'Асплуга-Калба (кат. Espluga Calba, l') - населення 438 осіб;
- Ла-Флуреста (кат. Floresta, la) - населення 191 особа;
- Пучґрос (кат. Puiggròs) - населення 299 осіб;
- Сербіа-да-лас-Ґаррігас (кат. Cervià de les Garrigues) - населення 865 осіб;
- Таррес (кат. Tarrés) - населення 109 осіб;
- Фульєза (кат. Fulleda) - населення 115 осіб.

### Ґарроча
- Аржелаге (кат. Argelaguer) - населення 205 осіб;
- Базалу (кат. Besalú) - населення 214 осіб;
- Беуза (кат. Beuda) - населення 182 особи;
- Кастельфуліт-да-ла-Рока (кат. Castellfollit de la Roca) - населення 407 осіб;
- Ла-Баль-да-Біанья (кат. Vall de Bianya, la) - населення 191 особа;
- Ла-Баль-д'ан-Бас (кат. Vall d'en Bas, la) - населення 299 осіб;
- Лас-Планас-д'Устолас (кат. Planes d'Hostoles, les) - населення 364 особи;
- Лас-Презас (кат. Preses, les) - населення 163 особи;
- Майа-да-Монкал (кат. Maià de Montcal) - населення 246 осіб;
- Міерас (кат. Mieres) - населення 2.431 особа;
- Монтагут-і-Ош (кат. Montagut i Oix) - населення 353 особи;
- Ріузаура (кат. Riudaura) - населення 3.222 особи;
- Салас-да-Ліерка (кат. Sales de Llierca) - населення 520 осіб;
- Сан-Жаума-да-Ліерка (кат. Sant Jaume de Llierca) - населення 839 осіб;
- Сан-Жуан-лас-Фонс (кат. Sant Joan les Fonts) - населення 251 особа;
- Сант-Аніол-да-Фінестрас (кат. Sant Aniol de Finestres) - населення 1.002 особи;
- Санта-Пау (кат. Santa Pau) - населення 5.734 особи;
- Сан-Фаліу-да-Пальєролс (кат. Sant Feliu de Pallerols) - населення 748 осіб;
- Сан-Фарріол (кат. Sant Ferriol) - населення 490 осіб;
- Турталя (кат. Tortellà) - населення 438 осіб;
- Улот (кат. Olot) - населення 591 особа.

### Жирунес
- Айгуабіба (кат. Aiguaviva) - населення 614 осіб;
- Баскано (кат. Bescanó) - населення 4.121 особа;
- Білаблареш (кат. Vilablareix) - населення 2.266 осіб;
- Біладасенс (кат. Viladasens) - населення 200 осіб;
- Бурділс (кат. Bordils) - населення 1.625 осіб;
- Жирона (кат. Girona) - населення 92.186 осіб;
- Жуйа (кат. Juià) - населення 297 осіб;
- Кампльон (кат. Campllong) - населення 400 осіб;
- Канет-д'Адрі (кат. Canet d'Adri) - населення 599 осіб;
- Каса-да-ла-Селба (кат. Cassà de la Selva) - населення 8.994 особи;
- Куар (кат. Quart) - населення 2.618 осіб;
- Лягустера (кат. Llagostera) - населення 7.314 осіб;
- Лямбіляс (кат. Llambilles) - населення 641 особа;
- Мадраманья (кат. Madremanya) - населення 219 осіб;
- Сал (кат. Salt) - населення 27.763 особи;
- Салра (кат. Celrà) - населення 3.947 осіб;
- Сан-Ґрегорі (кат. Sant Gregori) - населення 3.006 осіб;
- Сан-Жорді-Дасбальш (кат. Sant Jordi Desvalls) - населення 622 особи;
- Сан-Жуан-да-Мульєт (кат. Sant Joan de Mollet) - населення 513 осіб;
- Сан-Жуліа-да-Раміс (кат. Sant Julià de Ramis) - населення 2.866 осіб;
- Сан-Марті-Бель (кат. Sant Martí Vell) - населення 232 особи;
- Сан-Марті-да-Льємана (кат. Sant Martí de Llémena) - населення 527 осіб;
- Сант-Андреу-Салоу (кат. Sant Andreu Salou) - населення 161 особа;
- Сарбіа-да-Те (кат. Cervià de Ter) - населення 850 осіб;
- Сарріа-да-Те (кат. Sarrià de Ter) - населення 4.144 особи;
- Фласа (кат. Flaçà) - населення 1.018 осіб;
- Фурнельш-да-ла-Селба (кат. Fornells de la Selva) - населення 1.971 особа.

### Конка-да-Барбара
- Бальклара (кат. Vallclara) - населення 108 осіб;
- Бальфугона-да-Ріукорб (кат. Vallfogona de Riucorb) - населення 157 осіб;
- Барбара-да-ла-Конка (кат. Barberà de la Conca) - населення 503 особи;
- Білаберд (кат. Vilaverd) - населення 438 осіб;
- Біланоба-да-Празас (кат. Vilanova de Prades) - населення 149 осіб;
- Бімбуді-і-Публет (кат. Vimbodí i Poblet) - населення 1.052 особи;
- Бланкафор (кат. Blancafort) - населення 414 осіб;
- Кукафор-да-Карал (кат. Rocafort de Queralt) - населення 264 особи;
- Кунеза (кат. Conesa) - населення 141 особа;
- Лас-Пілас (кат. Piles, les) - населення 196 осіб;
- л'Асплуга-да-Франкулі (кат. Espluga de Francolí) - населення 3.857 осіб;
- Люрак (кат. Llorac) - населення 116 осіб;
- Монблан (кат. Montblanc) - населення 6.767 осіб;
- Пасанан-і-Бальталь (кат. Passanant i Belltall) - населення 174 особи;
- Піра (кат. Pira) - населення 475 осіб;
- Пунтілс (кат. Pontils) - населення 139 осіб;
- Сабаля-дал-Кумтат (кат. Savallà del Comtat) - населення 72 особи;
- Санан (кат. Senan) - населення 46 осіб;
- Санта-Кулома-да-Карал (кат. Santa Coloma de Queralt) - населення 3.035 осіб;
- Саррал (кат. Sarral) - населення 1.596 осіб;
- Сулібеля (кат. Solivella) - населення 630 осіб;
- Фурес (кат. Forès) - населення 57 осіб.

### Марезма
- Ал-Масноу (кат. Masnou, el) - населення 21.935 осіб;
- Алеля (кат. Alella) - населення 8.998 осіб;
- Ареньш-да-Мар (кат. Arenys de Mar) - населення 14.164 особи;
- Ареньш-да-Мун (кат. Arenys de Munt) - населення 7.807 осіб;
- Аржантона (кат. Argentona) - населення 11.402 особи;
- Біласа-да-Дал (кат. Vilassar de Dalt) - населення 8.476 осіб;
- Біласа-да-Мар (кат. Vilassar de Mar) - населення 19.052 особи;
- Досріус (кат. Dosrius) - населення 4.658 осіб;
- Кабрера-да-Мар (кат. Cabrera de Mar) - населення 4.269 осіб;
- Кабрілс (кат. Cabrils) - населення 6.698 осіб;
- Калдас-д'Астрак (кат. Caldes d'Estrac) - населення 2.672 особи;
- Калеля (кат. Calella) - населення 18.034 особи;
- Канет-да-Мар (кат. Canet de Mar) - населення 13.181 особа;
- Малґрат-да-Мар (кат. Malgrat de Mar) - населення 17.822 особи;
- Матаро (кат. Mataró) - населення 119.035 осіб;
- Монґат (кат. Montgat) - населення 9.778 осіб;
- Орріус (кат. Òrrius) - населення 487 осіб;
- Палафольш (кат. Palafolls) - населення 8.061 особа;
- Пінеза-да-Мар (кат. Pineda de Mar) - населення 25.568 осіб;
- Прамія-да-Дал (кат. Premià de Dalt) - населення 9.788 осіб;
- Прамія-да-Мар (кат. Premià de Mar) - населення 27.590 осіб;
- Сан-Бісенс-да-Монтал (кат. Sant Vicenç de Montalt) - населення 5.267 осіб;
- Сан-Пол-да-Мар (кат. Sant Pol de Mar) - населення 4.904 особи;
- Сан-Сабрія-да-Балялта (кат. Sant Cebrià de Vallalta) - населення 3.075 осіб;
- Сант-Андреу-да-Лябанерас (кат. Sant Andreu de Llavaneres) - населення 9.745 осіб;
- Санта-Сузанна (кат. Santa Susanna) - населення 3.019 осіб;
- Сант-Іскла-да-Балялта (кат. Sant Iscle de Vallalta) - населення 1.193 особи;
- Тайа (кат. Teià) - населення 5.969 осіб;
- Тіана (кат. Tiana) - населення 7.417 осіб;
- Турдера (кат. Tordera) - населення 14.017 осіб.

### Монсіа
- Алкана (кат. Alcanar) - населення 9.311 осіб;
- Ампоста (кат. Amposta) - населення 20.359 осіб;
- Ґудаль (кат. Godall) - населення 749 осіб;
- Ла-Ґалера (кат. Galera, la) - населення 818 осіб;
- Ла-Сенія (кат. Sénia, la) - населення 5.969 осіб;
- Мас-да-Барбаранс (кат. Mas de Barberans) - населення 683 особи;
- Масданбержа (кат. Masdenverge) - населення 1.052 особи;
- Сан-Жаума-д'Анбежа (кат. Sant Jaume d'Enveja) - населення 3.355 осіб;
- Сан-Карлас-да-ла-Рапіта (кат. Sant Carles de la Ràpita) - населення 13.181 особа;
- Санта-Барбара (кат. Santa Bàrbara) - населення 3.613 осіб;
- Ульдакона (кат. Ulldecona) - населення 6.325 осіб;
- Фражіналс (кат. Freginals) - населення 406 осіб.

### Нугера
- Ажа (кат. Àger) - населення 485 осіб;
- Албеза (кат. Albesa) - населення 1.561 особа;
- Алжеррі (кат. Algerri) - населення 482 особи;
- Алос-да-Балаге (кат. Alòs de Balaguer) - населення 179 осіб;
- Артеза-да-Сеґра (кат. Artesa de Segre) - населення 3.696 осіб;
- Балаге (кат. Balaguer) - населення 15.281 особа;
- Балькайра-д'Уржель (кат. Bellcaire d'Urgell) - населення 1.274 особи;
- Бальмун-д'Уржель (кат. Bellmunt d'Urgell) - населення 228 осіб;
- Бальфугона-да-Балаге (кат. Vallfogona de Balaguer) - населення 1.577 осіб;
- Біланоба-да-л'Агуза (кат. Vilanova de l'Aguda) - населення 242 особи;
- Біланоба-да-Мая (кат. Vilanova de Meià) - населення 436 осіб;
- Ібас-да-Нугера (кат. Ivars de Noguera) - населення 353 особи;
- Кабанабона (кат. Cabanabona) - населення 122 особи;
- Камараза (кат. Camarasa) - населення 926 осіб;
- Кастальо-да-Фарфанья (кат. Castelló de Farfanya) - населення 583 особи;
- Кубельш (кат. Cubells) - населення 395 осіб;
- Ла-Барунія-да-Ріалб (кат. Baronia de Rialb, la) - населення 277 осіб;
- Лас-Абалянас-і-Санта-Лінья (кат. Avellanes i Santa Linya, les) - населення 467 осіб;
- Ла-Сантіу-да-Сіо (кат. Sentiu de Sió, la) - населення 486 осіб;
- Манарґанс (кат. Menàrguens) - населення 845 осіб;
- Монґай (кат. Montgai) - населення 780 осіб;
- Ос-да-Балаге (кат. Os de Balaguer) - населення 885 осіб;
- Панеляс (кат. Penelles) - населення 523 особи;
- Понс (кат. Ponts) - населення 2.378 осіб;
- Прашєнс (кат. Preixens) - населення 498 осіб;
- Терманс (кат. Térmens) - населення 1.503 особи;
- Тіурана (кат. Tiurana) - населення 46 осіб;
- Турраламеу (кат. Torrelameu) - населення 590 осіб;
- Уліола (кат. Oliola) - населення 254 особи;
- Фуразаза (кат. Foradada) - населення 213 осіб.

### Паляс-Жуса
- Абеля-да-ла-Конка (кат. Abella de la Conca) — населення 188 осіб;
- Ґабет-да-ла-Конка (кат. Gavet de la Conca) — населення 301 особа;
- Ізона-і-Конка-Даля (кат. Isona i Conca Dellà) — населення 1.153 особи;
- Кастель-да-Му (кат. Castell de Mur) — населення 185 осіб;
- Конка-да-Дал (кат. Conca de Dalt) — населення 434 особи;
- Ла-Побла-да-Сагу (кат. Pobla de Segur, la) — населення 3.089 осіб;
- Ла-Торра-да-Кабделя (кат. Torre de Cabdella, la) — населення 792 особи;
- Ліміана (кат. Llimiana) — населення 164 особи;
- Салас-да-Паляс (кат. Salàs de Pallars) — населення 335 осіб;
- Сантараза (кат. Senterada) — населення 142 особи;
- Сант-Естеба-да-ла-Сарґа (кат. Sant Esteve de la Sarga) — населення 151 особа;
- Саррока-да-Бальєра (кат. Sarroca de Bellera) — населення 129 осіб;
- Таларн (кат. Talarn) — населення 382 особи;
- Тремп (кат. Tremp) — населення 6.022 особи.

### Паляс-Субіра
- Алінс (кат. Alins) — населення 257 осіб;
- Алт-Анеу (кат. Alt Àneu) — населення 450 осіб;
- Аспот (кат. Espot) — населення 359 осіб;
- Астеррі-да-Кардос (кат. Esterri de Cardós) — населення 71 особа;
- Астеррі-д'Анеу (кат. Esterri d'Àneu) — населення 815 осіб;
- Баль-да-Кардос (кат. Vall de Cardós) — населення 399 осіб;
- Баш-Паляс (кат. Baix Pallars) — населення 406 осіб;
- Ла-Ґінґета-д'Анеу (кат. Guingueta d'Àneu, la) — населення 370 осіб;
- Лябурсі (кат. Llavorsí) — населення 330 осіб;
- Лядорра (кат. Lladorre) — населення 225 осіб;
- Ріалп (кат. Rialp) — населення 662 особи;
- Сор (кат. Sort) — населення 2.264 особи;
- Сурігера (кат. Soriguera) — населення 341 особа;
- Тірбія (кат. Tírvia) — населення 130 осіб;
- Фаррера (кат. Farrera) — населення 112 осіб.

### Пла-да-л'Астань
- Аспуналя (кат. Esponellà) - населення 441 особа;
- Баньолас (кат. Banyoles) - населення 17.451 особа;
- Біладамулс (кат. Vilademuls) - населення 769 осіб;
- Камос (кат. Camós) - населення 698 осіб;
- Краспія (кат. Crespià) - населення 247 осіб;
- Курнеля-дал-Террі (кат. Cornellà del Terri) - населення 2.106 осіб;
- Палол-да-Рабардіт (кат. Palol de Revardit) - населення 459 осіб;
- Пуркерас (кат. Porqueres) - населення 4.208 осіб;
- Сан-Мікел-да-Кампмажо (кат. Sant Miquel de Campmajor) - населення 218 осіб;
- Сарінья (кат. Serinyà) - населення 1.084 особи;
- Фонкуберта (кат. Fontcoberta) - населення 1.212 осіб.

### Пла-д'Уржель
- Ал-Палау-д'Анґлазола (кат. Palau d'Anglesola, el) - населення 1.816 осіб;
- Ал-Пуал (кат. Poal, el) - населення 657 осіб;
- Бальбіс (кат. Bellvís) - населення 2.294 особи;
- Барбенс (кат. Barbens) - населення 832 особи;
- Бель-льок-д'Уржель (кат. Bell-lloc d'Urgell) - населення 2.255 осіб;
- Біланоба-да-Бальпуч (кат. Vilanova de Bellpuig) - населення 1.112 осіб;
- Біла-сана (кат. Vila-sana) - населення 568 осіб;
- Ґулмес (кат. Golmés) - населення 1.508 осіб;
- Ібас-д'Уржель (кат. Ivars d'Urgell) - населення 1.848 осіб;
- Кастельноу-да-Саана (кат. Castellnou de Seana) - населення 737 осіб;
- Ліньола (кат. Linyola) - населення 2.587 осіб;
- Міралкамп (кат. Miralcamp) - населення 1.275 осіб;
- Муляруса (кат. Mollerussa) - населення 11.829 осіб;
- Сізамон (кат. Sidamon) - населення 690 осіб;
- Торраґроса (кат. Torregrossa) - населення 2.311 осіб;
- Фундареля (кат. Fondarella) - населення 786 осіб.

### Пріурат
- Ал-Люа (кат. Lloar, el) - населення 113 осіб;
- Ал-Масроч (кат. Masroig, el) - населення 525 осіб;
- Ал-Мула (кат. Molar, el) - населення 290 осіб;
- Алс-Ґіаметс (кат. Guiamets, els) - населення 332 особи;
- Бальмун-дал-Пріурат (кат. Bellmunt del Priorat) - населення 336 осіб;
- Ґратальопс (кат. Gratallops) - населення 253 особи;
- Кабасес (кат. Cabacés) - населення 343 особи;
- Капсанас (кат. Capçanes) - населення 401 особа;
- Курнуделя-да-Монсан (кат. Cornudella de Montsant) - населення 1.006 осіб;
- Ла-Білеля-Алта (кат. Vilella Alta, la) - населення 115 осіб;
- Ла-Білеля-Башя (кат. Vilella Baixa, la) - населення 202 особи;
- Ла-Бісбал-да-Фалсет (кат. Bisbal de Falset, la) - населення 245 осіб;
- Ла-Мурера-да-Монсан (кат. Morera de Montsant, la) - населення 157 осіб;
- Ла-Торра-да-Фунтаубеля (кат. Torre de Fontaubella, la) - населення 137 осіб;
- Ла-Фігера (кат. Figuera, la) - населення 164 особи;
- Марґалеф (кат. Margalef) - населення 122 особи;
- Марса (кат. Marçà) - населення 662 особи;
- Прадель-да-ла-Ташєта (кат. Pradell de la Teixeta) - населення 169 осіб;
- Пубулеза (кат. Poboleda) - населення 354 особи;
- Пуррера (кат. Porrera) - населення 477 осіб;
- Туррожа-дал-Пріурат (кат. Torroja del Priorat) - населення 147 осіб;
- Ульдамулінс (кат. Ulldemolins) - населення 493 особи;
- Фалсет (кат. Falset) - населення 2.742 особи.

### Рібера-д'Ебра
- Аско (кат. Ascó) — населення 1.616 осіб;
- Банісанет (кат. Benissanet) — населення 1.249 осіб;
- Бінебра (кат. Vinebre) — населення 478 осіб;
- Ґарсіа (кат. Garcia) — населення 553 особи;
- Жінаста (кат. Ginestar) — населення 1.052 особи;
- Ла-Палма-д'Ебра (кат. Palma d'Ebre, la) — населення 421 особа;
- Ла-Торра-да-л'Аспаньол (кат. Torre de l'Espanyol, la) — населення 681 особа;
- Мірабет (кат. Miravet) — населення 795 осіб;
- Мора-д'Ебра (кат. Móra d'Ebre) — населення 5.232 особи;
- Мора-ла-Ноба (кат. Móra la Nova) — населення 3.189 осіб;
- Раскера (кат. Rasquera) — населення 934 особи;
- Ріба-рожа-д'Ебра (кат. Riba-roja d'Ebre) — населення 1.332 особи;
- Тібіса (кат. Tivissa) — населення 1.781 особа;
- Фліш (кат. Flix) — населення 4.006 осіб.

### Ріпульєс
- Бальфугона-да-Ріпульєс (кат. Vallfogona de Ripollès) — населення 221 особа;
- Білальонґа-да-Те (кат. Vilallonga de Ter) — населення 437 осіб;
- Ґумбрен (кат. Gombrèn) — населення 229 осіб;
- Кампдабанул (кат. Campdevànol) — населення 3.432 особи;
- Кампеляс (кат. Campelles) — населення 114 осіб;
- Кампрудон (кат. Camprodon) — населення 2.446 осіб;
- Каралбс (кат. Queralbs) — населення 202 особи;
- Лас-Льосас (кат. Llosses, les) — населення 261 особа;
- Лянас (кат. Llanars) — населення 546 осіб;
- Мульо (кат. Molló) — населення 336 осіб;
- Пардінас (кат. Pardines) — населення 162 особи;
- Планолас (кат. Planoles) — населення 313 осіб;
- Рібас-да-Фразе (кат. Ribes de Freser) — населення 2.044 особи;
- Ріполь (кат. Ripoll) — населення 10.762 особи;
- Сан-Жуан-да-лас-Абазесас (кат. Sant Joan de les Abadesses) — населення 3.621 особа;
- Сан-Пау-да-Сагуріас (кат. Sant Pau de Segúries) — населення 669 осіб;
- Сетказас (кат. Setcases) — населення 180 осіб;
- Тозас (кат. Toses) — населення 163 особи;
- Угаса (кат. Ogassa) — населення 262 особи.

### Сагарра
- Алс-Планс-да-Сіо (кат. Plans de Sió, els) — населення 602 особи;
- Астарас (кат. Estaràs) — населення 179 осіб;
- Біоска (кат. Biosca) — населення 228 осіб;
- Ґісона (кат. Guissona) — населення 5.253 особи;
- Ґраньєна-да-Сагарра (кат. Granyena de Segarra) — населення 149 осіб;
- Ґраньянеля (кат. Granyanella) — населення 174 особи;
- Іборра (кат. Ivorra) — населення 147 осіб;
- Лас-Улужас (кат. Oluges, les) — населення 177 осіб;
- Масутеррас (кат. Massoteres) — населення 221 особа;
- Монтуліу-да-Сагарра (кат. Montoliu de Segarra) — населення 185 осіб;
- Монтурнес-да-Сагарра (кат. Montornès de Segarra) — населення 108 осіб;
- Рібера-д'Ундара (кат. Ribera d'Ondara) — населення 470 осіб;
- Санаужа (кат. Sanaüja) — населення 454 особи;
- Сан-Ґім-да-ла-Плана (кат. Sant Guim de la Plana) — населення 185 осіб;
- Сан-Ґім-да-Фрашянет (кат. Sant Guim de Freixenet) — населення 1.060 осіб;
- Сан-Рамон (кат. Sant Ramon) — населення 570 осіб;
- Сарбера (кат. Cervera) — населення 9.093 особи;
- Талабера (кат. Talavera) — населення 306 осіб;
- Таррожа-да-Сагарра (кат. Tarroja de Segarra) — населення 172 особи;
- Тура (кат. Torà) — населення 1.333 особи;
- Туррафета-і-Флоражакс (кат. Torrefeta i Florejacs) — населення 637 осіб.

### Саґрія
- Айтона (кат. Aitona) — населення 2.322 особи;
- Албатаррак (кат. Albatàrrec) — населення 1.444 особи;
- Алґайра (кат. Alguaire) — населення 3.023 особи;
- Алкано (кат. Alcanó) — населення 251 особа;
- Алкаррас (кат. Alcarràs) — населення 5.241 особа;
- Алкуледжа (кат. Alcoletge) — населення 2.093 особи;
- Алмана (кат. Almenar) — населення 3.599 осіб;
- Алмаселяс (кат. Almacelles) — населення 6.056 осіб;
- Алматрет (кат. Almatret) — населення 450 осіб;
- Алпікат (кат. Alpicat) — населення 4.984 особи;
- Алс-Аламус (кат. Alamús, els) — населення 734 особи;
- Алфаррас (кат. Alfarràs) — населення 3.260 осіб;
- Алфес (кат. Alfés) — населення 318 осіб;
- Артеза-да-Льєйда (кат. Artesa de Lleida) — населення 1.414 осіб;
- Аспа (кат. Aspa) — населення 263 особи;
- Банабен-да-Саґрія (кат. Benavent de Segrià) — населення 1.217 осіб;
- Біланоба-да-ла-Барка (кат. Vilanova de la Barca) — населення 1.050 осіб;
- Біланоба-да-Саґрія (кат. Vilanova de Segrià) — населення 806 осіб;
- Жіманельш-і-ал-Пла-да-ла-Фон (кат. Gimenells i el Pla de la Font) — населення 1.110 осіб;
- Курбінс (кат. Corbins) — населення 1.311 осіб;
- Ла-Ґранжа-д'Аскарп (кат. Granja d'Escarp, la) — населення 1.056 осіб;
- Ла-Пуртеля (кат. Portella, la) — населення 815 осіб;
- Льєйда (кат. Lleida) — населення 124.709 осіб;
- Лярдаканс (кат. Llardecans) — населення 570 осіб;
- Майалс (кат. Maials) — населення 961 особа;
- Масалкуреч (кат. Massalcoreig) — населення 625 осіб;
- Монтуліу-да-Льєйда (кат. Montoliu de Lleida) — населення 491 особа;
- Пуйберт-да-Льєйда (кат. Puigverd de Lleida) — населення 1.195 осіб;
- Русальо (кат. Rosselló) — населення 2.268 осіб;
- Сарос (кат. Seròs) — населення 1.900 осіб;
- Саррока-да-Льєйда (кат. Sarroca de Lleida) — населення 430 осіб;
- Созас (кат. Soses) — населення 1.635 осіб;
- Суданель (кат. Sudanell) — населення 762 особи;
- Суньє (кат. Sunyer) — населення 284 особи;
- Торрабесас (кат. Torrebesses) — населення 297 осіб;
- Торра-сарона (кат. Torre-serona) — населення 353 особи;
- Торрас-да-Сеґра (кат. Torres de Segre) — населення 2.007 осіб;
- Торрафаррера (кат. Torrefarrera) — населення 2.650 осіб.

### Селба
- Аме (кат. Amer) — населення 2.266 осіб;
- Анґлес (кат. Anglès) — населення 5.281 особа;
- Арбусіас (кат. Arbúcies) — населення 6.271 особа;
- Бідрерас (кат. Vidreres) — населення 7.016 осіб;
- Білубі-д'Унья (кат. Vilobí d'Onyar) — населення 2.756 осіб;
- Бланас (кат. Blanes) — населення 38.368 осіб;
- Бреза (кат. Breda) — населення 3.707 осіб;
- Бруньола (кат. Brunyola) — населення 365 осіб;
- Калдас-да-Малабеля (кат. Caldes de Malavella) — населення 6.067 осіб;
- Ла-Сальєра-да-Те (кат. Cellera de Ter, la) — населення 2.124 особи;
- Люрет-да-Мар (кат. Lloret de Mar) — населення 34.997 осіб;
- Масанас (кат. Massanes) — населення 693 особи;
- Масанет-да-ла-Селба (кат. Maçanet de la Selva) — населення 6.254 особи;
- Рієльш-і-Біабрея (кат. Riells i Viabrea) — населення 3.465 осіб;
- Ріудальотс-да-ла-Селба (кат. Riudellots de la Selva) — населення 1.877 осіб;
- Ріударенас (кат. Riudarenes) — населення 1.853 особи;
- Сан-Жуліа-дал-Льо-і-Бонматі (кат. Sant Julià del Llor i Bonmatí) — населення 1.194 особи;
- Сан-Іларі-Сакалм (кат. Sant Hilari Sacalm) — населення 5.520 осіб;
- Санта-Кулома-да-Фарнес (кат. Santa Coloma de Farners) — населення 11.090 осіб;
- Сан-Фаліу-да-Бушяльєу (кат. Sant Feliu de Buixalleu) — населення 793 особи;
- Сілс (кат. Sils) — населення 4.347 осіб;
- Сускеза (кат. Susqueda) — населення 126 осіб;
- Тоса-да-Мар (кат. Tossa de Mar) — населення 5.662 особи;
- Узо (кат. Osor) — населення 372 особи;
- Усталрік (кат. Hostalric) — населення 3.773 особи;
- Фугас-да-ла-Селба (кат. Fogars de la Selva) — населення 1.437 осіб.

### Сулсунес
- Ґушєс (кат. Guixers) — населення 150 осіб;
- Касталя-да-ла-Рібера (кат. Castellar de la Ribera) — населення 165 осіб;
- Кларіана-да-Кардане (кат. Clariana de Cardener) — населення 147 осіб;
- Ла-Кома-і-ла-Педра (кат. Coma i la Pedra, la) — населення 252 особи;
- Ла-Мулсоза (кат. Molsosa, la) — населення 128 осіб;
- Лядус (кат. Lladurs) — населення 200 осіб;
- Льобера (кат. Llobera) — населення 221 особа;
- Набес (кат. Navès) — населення 274 особи;
- Пінель-да-Сулсунес (кат. Pinell de Solsonès) — населення 213 осіб;
- Пінос (кат. Pinós) — населення 323 особи;
- Ріне (кат. Riner) — населення 287 осіб;
- Сан-Льюренс-да-Муруньш (кат. Sant Llorenç de Morunys) — населення 1.004 особи;
- Сулсона (кат. Solsona) — населення 9.000 осіб;
- Уден (кат. Odèn) — населення 285 осіб;
- Уліус (кат. Olius) — населення 752 особи.

### Таррагунес
- Ал-Каля (кат. Catllar, el) — населення 3.751 особа;
- Ал-Мурель (кат. Morell, el) — населення 2.855 осіб;
- Алс-Палярезус (кат. Pallaresos, els) — населення 3.538 осіб;
- Алтафуля (кат. Altafulla) — населення 4.415 осіб;
- Баспеля-да-Ґайя (кат. Vespella de Gaià) — населення 379 осіб;
- Білальонга-дал-Камп (кат. Vilallonga del Camp) — населення 1.631 особа;
- Біла-сека (кат. Vila-seca) — населення 18.678 осіб;
- Крешєль (кат. Creixell) — населення 2.952 особи;
- Кунстанті (кат. Constantí) — населення 6.183 особи;
- Ла-Ноу-да-Ґайя (кат. Nou de Gaià, la) — населення 461 особа;
- Ла-Побла-да-Мафумет (кат. Pobla de Mafumet, la) — населення 1.734 особи;
- Ла-Побла-да-Монтурнес (кат. Pobla de Montornès, la) — населення 2.568 осіб;
- Ла-Рієра-да-Ґайя (кат. Riera de Gaià, la) — населення 1.453 особи;
- Ла-Сакуїта (кат. Secuita, la) — населення 1.363 особи;
- Парафор (кат. Perafort) — населення 996 осіб;
- Ренау (кат. Renau) — населення 88 осіб;
- Рода-де-Бара (кат. Roda de Barà) — населення 5.586 осіб;
- Салоу (кат. Salou) — населення 23.398 осіб;
- Салумо (кат. Salomó) — населення 445 осіб;
- Таррагона (кат. Tarragona) — населення 134.163 особи;
- Торрадамбарра (кат. Torredembarra) — населення 14.524 особи.

### Терра-Алта
- Ал-Пінель-да-Брай (кат. Pinell de Brai, el) — населення 1.099 осіб;
- Арнас (кат. Arnes) — населення 514 осіб;
- Батеа (кат. Batea) — населення 2.094 особи;
- Білалба-далс-Аркс (кат. Vilalba dels Arcs) — населення 726 осіб;
- Бот[ca] (кат. Bot) — населення 783 особи;
- Ґандеза (кат. Gandesa) — населення 3.028 осіб;
- Казерас (кат. Caseres) — населення 318 осіб;
- Курбера-д'Ебра (кат. Corbera d'Ebre) — населення 1.117 осіб;
- Ла-Побла-да-Масалука (кат. Pobla de Massaluca, la) — населення 433 особи;
- Ла-Фатареля (кат. Fatarella, la) — населення 1.180 осіб;
- Орта-да-Сан-Жуан (кат. Horta de Sant Joan) — населення 1.241 особа;
- Прат-да-Комта (кат. Prat de Comte) — населення 191 особа;

### Узона
- Ал-Бруль (кат. Brull, el) — населення 202 особи;
- Алпенс (кат. Alpens) — населення 288 осіб;
- Аспінелбас (кат. Espinelves) — населення 193 особи;
- Баланья (кат. Balenyà) — населення 3.421 особа;
- Бідра (кат. Vidrà) — населення 172 особи;
- Бік (кат. Vic) — населення 37.825 осіб;
- Біладрау (кат. Viladrau) — населення 982 особи;
- Біланоба-да-Сау (кат. Vilanova de Sau) — населення 330 осіб;
- Ґурб (кат. Gurb) — населення 2.189 осіб;
- Кальдатенас (кат. Calldetenes) — населення 2.183 особи;
- Кольсуспіна (кат. Collsuspina) — населення 306 осіб;
- Лас-Мазіас-да-Бултрага (кат. Masies de Voltregà, les) — населення 3.067 осіб;
- Лас-Мазіас-да-Роза (кат. Masies de Roda, les) — населення 719 осіб;
- Люса (кат. Lluçà) — населення 249 осіб;
- Маля (кат. Malla) — населення 258 осіб;
- Манльєу (кат. Manlleu) — населення 19.488 осіб;
- Монтаскіу (кат. Montesquiu) — населення 858 осіб;
- Мунтаньола (кат. Muntanyola) — населення 427 осіб;
- Парафіта (кат. Perafita) — населення 378 осіб;
- Пратс-да-Люсанес (кат. Prats de Lluçanès) — населення 2.691 особа;
- Роза-да-Те (кат. Roda de Ter) — населення 5.450 осіб;
- Рупіт-і-Пруїт (кат. Rupit i Pruit) — населення 345 осіб;
- Сан-Бартумеу-дал-Ґрау (кат. Sant Bartomeu del Grau) — населення 1.032 особи;
- Сан-Бісенс-да-Туральо (кат. Sant Vicenç de Torelló) — населення 1.927 осіб;
- Сан-Бой-да-Люсанес (кат. Sant Boi de Lluçanès) — населення 569 осіб;
- Сан-Жулія-да-Білаторта (кат. Sant Julià de Vilatorta) — населення 2.729 осіб;
- Сан-Кірза-да-Базора (кат. Sant Quirze de Besora) — населення 2.007 осіб;
- Сан-Марті-д'Албас (кат. Sant Martí d'Albars) — населення 116 осіб;
- Сан-Марті-да-Сантеляс (кат. Sant Martí de Centelles) — населення 898 осіб;
- Сан-Пера-да-Туральо (кат. Sant Pere de Torelló) — населення 2.265 осіб;
- Сан-Садурні-д'Узурмор (кат. Sant Sadurní d'Osormort) — населення 82 особи;
- Санта-Ауженія-да-Берґа (кат. Santa Eugènia de Berga) — населення 2.046 осіб;
- Санта-Аулалія-да-Ріупріме (кат. Santa Eulàlia de Riuprimer) — населення 885 осіб;
- Сант-Агусті-да-Люсанес (кат. Sant Agustí de Lluçanès) — населення 111 осіб;
- Санта-Марія-да-Базора (кат. Santa Maria de Besora) — населення 187 осіб;
- Санта-Марія-да-Курко (кат. Santa Maria de Corcó) — населення 2.200 осіб;
- Санта-Сасілія-да-Бултрага (кат. Santa Cecília de Voltregà) — населення 206 осіб;
- Сантеляс (кат. Centelles) — населення 6.493 особи;
- Сант-Іполіт-да-Бултрага (кат. Sant Hipòlit de Voltregà) — населення 3.222 особи;
- Себа (кат. Seva) — населення 2.956 осіб;
- Собрамун (кат. Sobremunt) — населення 92 особи;
- Сора (кат. Sora) — населення 213 осіб;
- Табартет (кат. Tavertet) — населення 151 особа;
- Табернулас (кат. Tavèrnoles) — населення 301 особа;
- Тарадель (кат. Taradell) — населення 5.613 осіб;
- Тона (кат. Tona) — населення 7.030 осіб;
- Туральо (кат. Torelló) — населення 13.008 осіб;
- Улост (кат. Olost) — населення 1.193 особи;
- Уріс (кат. Orís) — населення 278 осіб;
- Уріста (кат. Oristà) — населення 601 особа;
- Фулґаролас (кат. Folgueroles) — населення 1.905 осіб.

### Уржель
- Аґрамун (кат. Agramunt) — населення 5.439 осіб;
- Алс-Умельш-да-на-Ґайя (кат. Omells de na Gaia, els) — населення 161 особа;
- Анґлазола (кат. Anglesola) — населення 1.307 осіб;
- Баліанас (кат. Belianes) — населення 615 осіб;
- Бальбона-да-лас-Монжас (кат. Vallbona de les Monges) — населення 256 осіб;
- Бальпуч (кат. Bellpuig) — населення 4.755 осіб;
- Барду (кат. Verdú) — населення 1.014 осіб;
- Білаґраса (кат. Vilagrassa) — населення 463 особи;
- Ґімара (кат. Guimerà) — населення 360 осіб;
- Кастельсара (кат. Castellserà) — населення 1.118 осіб;
- Ла-Фуліола (кат. Fuliola, la) — населення 1.241 особа;
- Малда (кат. Maldà) — населення 293 особи;
- Налек (кат. Nalec) — населення 90 осіб;
- Прашяна (кат. Preixana) — населення 427 осіб;
- Пучберд-д'Аґрамун (кат. Puigverd d'Agramunt) — населення 260 осіб;
- Сан-Марті-да-Ріукорб (кат. Sant Martí de Riucorb) — населення 704 особи;
- Сіутаділя (кат. Ciutadilla) — населення 235 осіб;
- Таррага (кат. Tàrrega) — населення 16.131 особа;
- Турнабоус (кат. Tornabous) — населення 822 особи;
- Усо-да-Сіо (кат. Ossó de Sió) — населення 225 осіб.

## Практична транскрипція з каталанської мови на українську

Діаграма*головного вияву голосних фонем для звуку [a] та його алофонів в українській та каталанській мовах.

Див. також статтю Каталанська мова.

## Додаткова інформація
- Інформація про муніципалітети Каталонії на сайті Інституту статистики Каталонії (кат.)
- Етимологія, літературна та діалектна вимова назв муніципалітетів (кат.)